# Larz Anderson

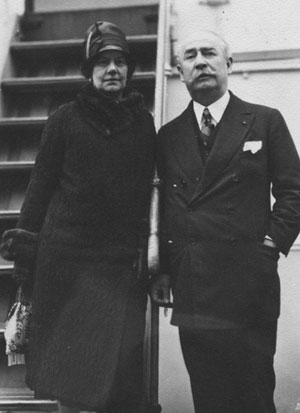
Larz Anderson mit seiner Ehefrau Isabel Weld Perkins (1927).

Larz Kilgour Anderson (* 15. August 1866 in Paris; † 13. April 1937 in White Sulphur Springs, West Virginia) war ein US-amerikanischer Diplomat, der unter anderem zwischen 1911 und 1912 Gesandter der Vereinigten Staaten im Königreich Belgien sowie 1913 Botschafter im Kaiserreich Japan war.

## Leben

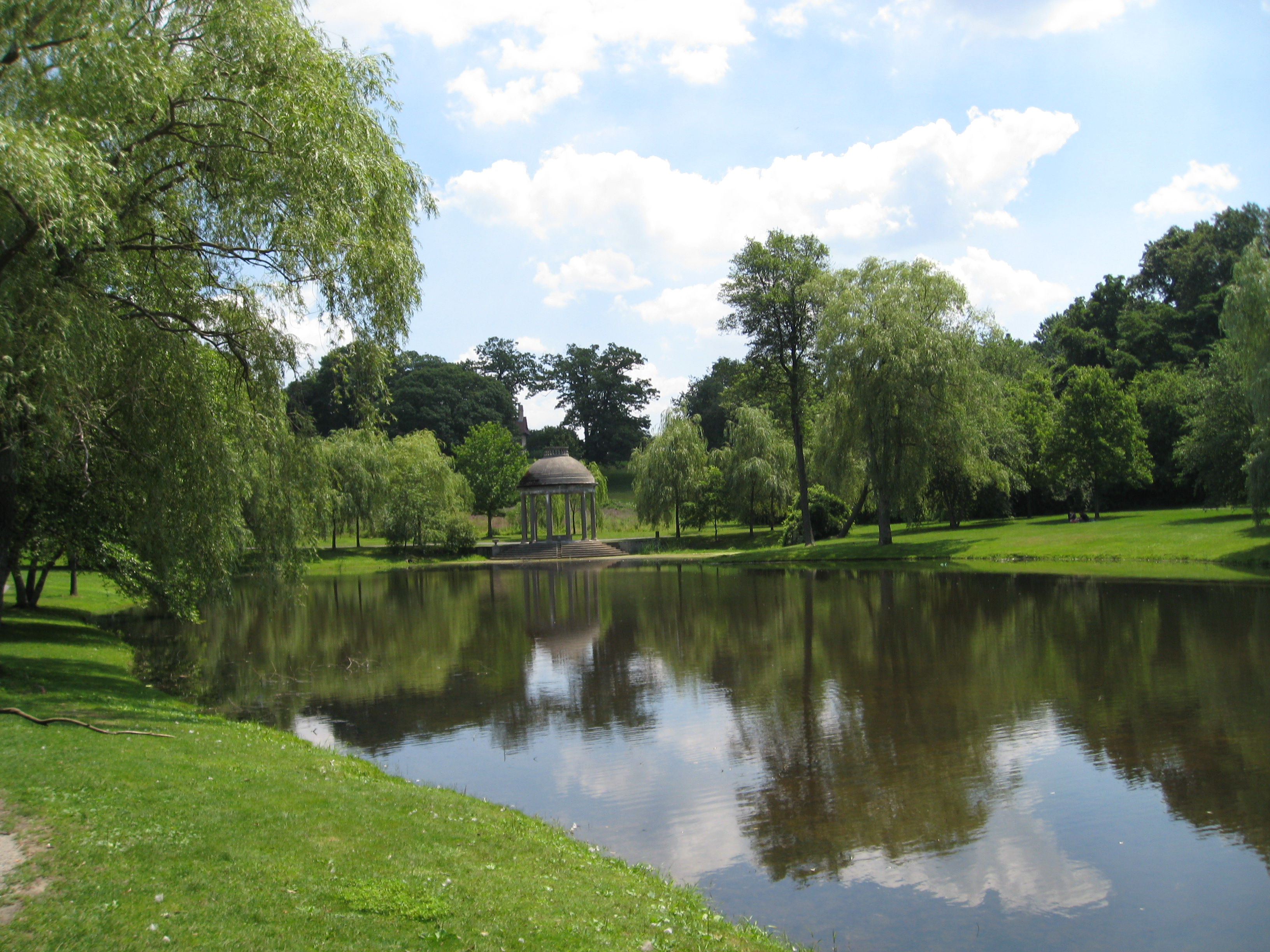
Blick in den Larz Anderson Park.

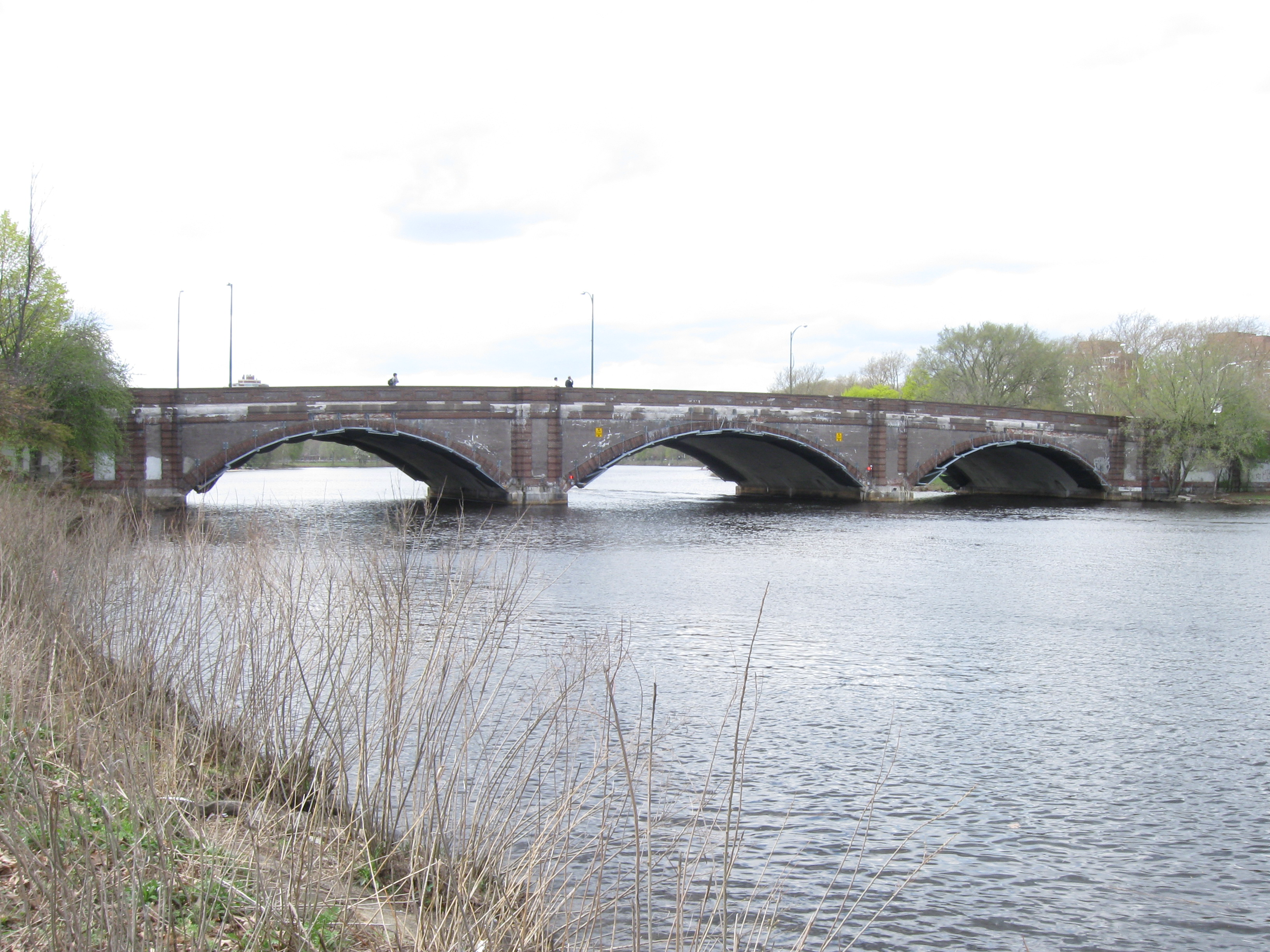
Die 1915 fertiggestellte Anderson Memorial Bridge ließ Larz Andersen als Denkmal für seinen Vater Nicholas Longworth Anderson errichten.

Larz Kilgour Anderson war das älteste von drei Kindern von Nicholas Longworth Anderson (1838–1892), Teilnehmer des Sezessionskrieges und späterer Generalmajor im Brevet-Rang, sowie dessen Ehefrau Elizabeth Coles Kilgour Anderson (1843–1917). Er war ferner ein Neffe von Generalmajor Robert Anderson sowie des Politikers Charles Anderson, der zwischen 1865 und 1866 Gouverneur von Ohio war, und des Gelehrten und Entdeckers William Marshall Anderson. Er begann nach dem Besuch der Phillips Exeter Academy ein grundständiges Studium am Harvard College, das er 1888 mit einem Bachelor of Arts (B.A.) beendete. Während des Studiums schloss er sich unter anderem den Studentenverbindungen Alpha Delta Phi und Delta Kappa Epsilon an. Nach Abschluss des Studiums unternahm er zwischen 1888 und 1890 eine sogenannte „Grand Tour“ nach Japan und begann daraufhin 1890 ein Studium der Rechtswissenschaften an der Harvard Law School. Nachdem er im Juni 1891 sein Studium ohne Abschluss abgebrochen hatte, wurde er auf Vermittlung seines Vaters Zweiter Sekretär beim Gesandten im Vereinigten Königreich Robert Todd Lincoln. 1894 wurde er Erster Sekretär sowie im Anschluss 1897 für einige Monate Geschäftsträger an der Botschaft im Königreich Italien. 1897 trat er von seinem Posten zurück und nahm als Angehöriger der US Volunteers am Spanisch-Amerikanischen Krieg (23. April bis 12. August 1898) teil.
1898 heiratete Anderson, der der Episkopalkirche der Vereinigten Staaten von Amerika angehörte, die Schriftstellerin Isabel Weld Perkins (1876–1948). Mit seinem Erbe sowie dem Erbe seiner Ehefrau, die 1881 als Fünfjährige von ihrem Großvater, dem Unternehmer und Großgrundbesitzer William Fletcher Weld 17 Millionen US-Dollars erbte, gründeten beziehungsweise betrieben die Eheleute den Larz Anderson Park, das Larz Anderson Auto Museum in Brookline, die Anderson Memorial Bridge in Cambridge, die Larz Anderson Bonsai Collection im Arnold-Arboretum sowie das Larz Anderson House Museum. Dieses 1903 erbaute Herrenhaus im Stil der Beaux-Arts-Architektur in der Embassy Row in Washington, D.C., das er und seine Frau Isabel als Schauplatz für Unterhaltung und als persönliche Winterresidenz erbauten, wurde der Society of the Cincinnati nach dem Tode von Isabel Weld Perkins 1948 als Hauptsitz übergeben. Er war ferner ein langjähriges Mitglied des Military Order of the Loyal Legion of the United States (MOLLUS), der sogenannten „Loyal Legion“.
Am 12. August 1911 wurde Larz Anderson zum Gesandten der Vereinigten Staaten im Königreich Belgien ernannt und übergab dort am 18. November 1911 als Nachfolger von Charles Page Bryan seine Akkreditierung. Er verblieb auf diesem Posten bis zum 1. Dezember 1912, woraufhin Theodore Marburg ihn ablöste. Bereits am 14. November 1912 wurde er zum Botschafter im Kaiserreich Japan ernannt, wo er am 1. Februar 1913 ebenfalls als Nachfolger von Charles Page Bryan sein Beglaubigungsschreiben überreichte. Da seine Ernennung während einer Sitzungspause des US-Senats erfolgte, wurde die Bestätigung des Senats am 1. März 1913 nachgeholt. Allerdings wurde er bereits 14 Tage später am 15. März 1913 von seinem Posten abberufen und von George W. Guthrie abgelöst.
Anderson war ein Cousin zweiten Grades des Politikers Nicholas Longworth, der unter anderem zwischen 1925 und 1931 Sprecher des US-Repräsentantenhauses war. Nach seinem Tode wurde er in der St. Mary Chapel der Washington National Cathedral beigesetzt.

## Hintergrundliteratur
- Isabel Weld Perkins: Larz Anderson. Letters and Journals of a Diplomat, Fleming H. Revell Company,  New York, London, 1940
- Stephen T. Moskey: Larz and Isabel Anderson : wealth and celebrity in the Gilded Age, iUniverse, Bloomington, 2016